# Јован Долгач
Јован Цветковић (1860 — 1915), познат као Јован Долгач, је био четнички војвода у Старој Србији (данашњој Северној Македонији).

## Биографија
Родио се у селу Кошино на планини Бабуни. Као млад бавио се кријумчарењем оружја са братом Змејком Цветковићем. Браћа су накнадно ушла у организацију ВМРО-а, у жељи да се боре против Турака и албанских качака.
Долгач је до 1904. био члан ВМРО. Разочаран бугаризаторским нападима сопствене организације на српска прилепска села 1904. Заједно са Глигором Соколовићем улази у српску четничку организацију и постаје војвода прилепске чете. Убио је рођеног брата Змејка пошто овај није хтео да приђе српској организацији. Учествовао је у борбама код Мукоса, 1905. Крапе 1906. у рејону горског штаба западног Повардарја. Учествовао је у Првом балканском рату где се истакао у Кумановској бици и борбама на Мукосу. У делу Григорија Божовића Стрико Долгач прказан је као тип старог хришћанског хајдука, који одбија да верује да је Србин муслиманске вере у његовој чети Србин а не Турчин. Тако је постао отелотворење балканског схватања религије као вододелнице нације. Због напада на турску сватове 1913. ухапшен је од стране српских власти да би по избијању Другог Балканског рата ослобођен и стављен под оружје. Године 1915. постављен је, као већ остарео, за сеоског пољака. Убијен је исте године од стране бугарских четника.